# Die Malavoglia
Die Malavoglia (italienischer Originaltitel: I Malavoglia; in deutschen Übersetzungen auch Die Familie Malavoglia, Die Malavoglias) ist der Titel eines 1881 publizierten Romans des italienischen Schriftstellers Giovanni Verga. Erzählt wird, in einem breiten Bild einer sizilianischen Dorfgesellschaft in den 1860er und 1870er Jahren, die tragische Geschichte der Fischerfamilie Toscano, genannt Malavoglia. Die erste deutsche Übersetzung von Charlotte Sauer erschien 1940, drei weitere folgten.

## Inhalt

### Überblick
Verga erzählt die Geschichte der Fischerfamilie Toscano in Trezza, einem kleinen sizilianischen Dorf in der Nähe von Catania. Padron 'Ntoni muss erleben, wie eine Reihe von Schicksalsschlägen seine Familie trifft und fast alles zerstört, symbolisiert durch den Schiffbruch des Bootes „Provvidenza“ (Vorsehung). Die Tragödie beginnt, als er seinen Sohn Bastiano mit einer Bootsladung auf Kredit gekaufter Luzerne nach Riposto schickt, um sie dort gewinnbringend zu verkaufen. Doch das Schiff geht in einem Sturm unter. Sein Enkel 'Ntoni kehrt aus dem Militärdienst ins Dorf zurück und findet sich nicht mehr zurecht. Er wird als Schmuggler zu einer Zuchthausstrafe verurteilt. Sein Bruder Luca fällt in der Seeschlacht vor Lissa. Mutter Maruzza stirbt an Cholera, eine ihrer Töchter, Rosalia, wird Prostituierte, die andere, Filomena, identifiziert sich so sehr mit dem Ansehensverlust ihrer Familie, dass sie die Werbung des Fuhrmanns Alfio ablehnt und im Haushalt ihres Bruder Alessio bleibt. Diesem gelingt ein Neuanfang als Fischer mit einem eigenen Schiff. Er kauft, ca. 10 Jahre nach Beginn der Handlung, das Haus mit dem Mispelbaum zurück, heiratet seine Kinderliebe, das Nachbarmädchen Nunziala, und gründet eine eigene Familie.

### Die Malavoglia
Im Zentrum der Handlung steht die fleißige, geachtete Fischerfamilie Toscano, die seit Generationen von der Bevölkerung Malavoglia (deutsch ‚widerwillig, lustlos‘) genannt wird. Sie wohnt im Haus mit dem Mispelbaum. Der konservative Großvater 'Ntoni führt nach traditionellen Vorstellungen patriarchalisch die Familie: Sohn Bastiano (Bastianazzo), seine Frau Maruzza (die Longa) und ihre fünf Kinder 'Ntoni, Luca, Filomena (Mena oder Sant'Agata), Alessio (Alessi) und Rosalia (Lia). Mit ihrem Boot „Provvidenza“ verdienen sie ihren Lebensunterhalt. Durch eine Unglückskette steigt die anfänglich wohlhabende Familie, unterbrochen durch Erholungsphasen, stufenweise in der gesellschaftlichen Hierarchie ab:

#### Tod Bastianos
Die Haupthandlung beginnt, als im Dezember 1863 der 20-jährige 'Ntoni, wie viele andere junge Männer, zum Militärdienst, zur Marine, einberufen wird und für die Familie ein schicksalhaft schlechtes Jahr folgt. Padron 'Ntoni muss tageweise Menico Locca als Helfer anheuern und es ist schwer, die Familie allein vom Fischfang zu ernähren. So lässt er sich auf einen Deal ein, auf Kredit für 40 Unzen vom Händler Crocifisso (genannt Campana di legno, Holzglocke) eine Ladung Lupinen zu kaufen, sie von Bastiano und Menico mit dem Boot nach Riposto zu bringen und sie dort gewinnbringend zu verkaufen (Kap. 1). Während der nächtlichen Fahrt gerät die Provvidenza in einen Sturm und erleidet Schiffbruch: Die Seeleute sterben und die Ladung geht verloren (Kap. 3). Während der Trauerfeier bemitleiden die Nachbarn die Witwe und ihre Kinder und spekulieren zugleich über ihre Zukunft (Kap. 4): Die Familie Malavoglia befindet sich nämlich in einem dreifachen Unglück: Bastiano, der wichtigste Arbeiter der Familie, ist tot, das Schiff wurde schwer beschädigt an die Küste gespült (Kap. 5) und die Ehre verlangt es, dass die Schulden für den Lupinenkauf bezahlt werden. Man munkelt über eine Verheiratung Menas mit Brasi, dem Sohn des reichen Grundbesitzers Cipolla, um die Ernährung der Familie zu erleichtern. Für Mena wäre dies keine Liebesheirat, denn sie liebt den armen Fuhrmann Alfio Mosca, der mit seinem Eselskarren Waren transportiert (Kap. 5). Auch ein Verkauf des Hauses, „Casa del Nespolo“, wird diskutiert, aber dies wäre nur mit Maruzzas Einwilligung zu realisieren, weil sie durch ihre Mitgift Mitbesitzerin ist.

#### Reparatur der Provvidenza
Nach sechs Monaten nimmt 'Ntoni seinen Abschied vom Militär und kehrt von Neapel zur Familie zurück. Der stattliche junge Mann tritt im Dorf großspurig auf, spielt bei den jungen Frauen sein Ansehen als ehemaliger Soldaten aus und bringt durch seine Flirts einige Heiratswünsche durcheinander, z. B. den des Gemeindesekretärs Silvestro mit Barbara Zuppiddu. Doch der Großvater drängt ihn zur Arbeit und plant ihn in sein Sanierungsprogramm ein (Kap. 6). Um die Reparatur der Provvidenza zu finanzieren, arbeiten er und 'Ntoni als Tagelöhner auf Cipolas Fischerboot „Carmela“, Luca trägt Steine für den Bau der Eisenbahnbrücke, Alessa sammelt Würmer als Angelköder, Maruzza arbeitet zusätzlich als Wäscherin und webt zusammen mit Mena Stoffe zum Verkauf. Im nächsten Jahr wollen sie mit ihrem Schiff wieder Fische fangen und den Kredit zurückzahlen.
Doch ihre Einkünfte reichen nicht, um die an Weihnachten fällige Summe an Crocifisso zu zahlen. Um nicht selbst aktiv werden zu müssen, verkauft dieser zum Schein seine Kreditforderung an den zwielichtigen Makler Agostino Piedipapera und dieser schickt den Gerichtsvollzieher mit einer Mahnung zu den Malavoglia, was im Dorf für Aufregung sorgt. 'Ntoni bietet die reparierte Provvidenza als Bürgschaft an, doch Piedipapera lehnt ab, da er keine Verwendung dafür habe. Da die Familie in Rechtsfragen unerfahren ist, kommt Maruzza auf die Idee, den Gemeindesekretär Don Silvestro um Rat zu fragen, und dieser schickt sie, als Gegenleistung für zwei Hühner, zum jungen Rechtsanwalt Dr. Scipioni. Zum vergleichsweise günstigen Preis von 25 Lire berät er sie sachkundig: Da kein offizieller Vertrag vorliege, müssten sie die Schulden nicht bezahlen. Doch Padron 'Ntoni fühlt sich aus Gründen der Ehre an seine mündliche Absprache gebunden. Wieder wird Silvestro um Vermittlung gebeten. Dieser überredet die über ihre Rechte nicht informierte Maruzza, auf ihren Anspruch am Haus zu verzichten und dem Verkauf zuzustimmen. Dem scheinbar widerwillig reagierenden Crocifisso, der Silvestro für seine wohlwollende Vermittlung mit Sojabohnen belohnt, ringt er einen Aufschub bis Ostern ab (Kap. 6).
Zu Weihnachten ist die Provvidenza repariert und wird unter Beteiligung der Dorfbevölkerung zu Wasser gelassen (Kap. 7). Überschattet ist das Ereignis von der Einziehung Lucas zum Militär. Doch die Malavoglia haben große Hoffnung, dass sie mit guten Fischfängen im nächsten Jahr Turi Zuppiddu die ausstehenden 50 Lire für seine Reparatur und den Kredit bei Piedipapera bzw. Crocifisso bezahlen können, um die Absicherung, das Schiff und das Haus, behalten und Mena mit Brasi Cipola verheiraten zu können.

#### Tod Lucas und Verkauf des Mispelhauses
Anstelle des Aufstiegs setzt sich die Unglückskette fort: Zu Ostern kann 'Ntoni nur einen Teil der Schulden, 100 Lire, zurückzahlen. Der Rest soll nach einem guten Fischjahr folgen. Crocifisso und Piedipapera setzen ihr Spiel fort, indem der eine auf die Zuständigkeit des anderen verweist und Piedipapera die ganze Summe haben will und mit dem Gerichtsvollzieher droht.
Mit ihrer Verheiratung in die Familie Cipolla hätte die 18-jährige Mena ein gutes und gesichertes Leben und die Verlobung mit Brasi ist am Abend vor Himmelfahrt geplant (Kap. 9). Genau an diesem Tag trifft die Nachricht vom Untergang der italienischen Fregatte Re d’Italia ein, Lucas Name steht auf der Liste der toten Soldaten. Seine Mutter und den Großvater trifft dieser Schlag so schwer, dass sie zunächst keine Kraft mehr haben zu arbeiten. Crocifisso und sein Strohmann Piedipapera nutzen die Situation und schicken den Malavorglia den Gerichtsvollzieher mit ihrer Zahlungsforderung. 'Ntoni versucht mit Hilfe seines Rechtsanwalts vergeblich, eine Fristverlängerung zu erreichen, und akzeptiert schließlich, um einen Prozess zu vermeiden und die Anwaltskosten zu sparen, die Abgabe der „Casa del Nespolo“, mit Rückkaufsmöglichkeit, an Piedipapera. Teil dieser Vereinbarung ist, dass sie wenigstens die Provvidenza behalten dürfen, um täglich ihren Lebensunterhalt zu verdienen. Schweren Herzens räumen sie ihr Haus mit dem Mispelbaum und ziehen als Mieter in ein Haus des Metzgers.
Der Verlust der „Casa del Nespolo“ wird im Dorf als gesellschaftlicher Abstieg gewertet und hat auch Folgen für Mena und den jungen 'Ntoni (Kap. 9). Für Cipolla war die Verheiratung seines Sohnes mit Mena immer mit dem Haus als Mitgift verbunden und er macht jetzt Maruzza für das Scheitern der Ehe verantwortlich, weil sie auf ihren Anspruch und damit auf den ihrer Tochter verzichtet hat. Im Gegensatz zu Brasi ist Mena über den Verlobungsabbruch nicht unglücklich, denn sie liebt den bescheidenen Fuhrmann Alfio Mosca (Kap. 5), der wegen besserer Arbeitsmöglichkeiten nach Bicocca bei Catania ausgewandert ist, und hofft auf seine Rückkehr. Ebenfalls scheitert eine Verbindung 'Ntonis mit Barbara Zuppiddu. Ihre Mutter Venera fordert, dass der junge kräftige Mann nicht mehr mit seiner Arbeit seine Familie unterstützt, sondern für sich selbst sorgt. Da er sich nicht entscheiden kann, bricht Venera die Verbindung zu ihm ab, denn sie fürchtet, dass ihre bereits 22-jährige Tochter andere Heiratsmöglichkeiten verpasst. Nach dem Auszug der Malavoglia aus dem Haus tritt Crocifisso als Besitzer auf. Er hat angeblich die Kreditforderung von Piedipapera zurückgekauft.

#### Tod Maruzzas
Nach guten Fängen und neuen Hoffnungen auf einen Wiederaufstieg geraten Padron 'Ntoni, der junge 'Ntoni und Alessi mit der Provvidenza in einen Sturm (Kap. 10) und das Schiff strandet an der Küste. Die Besatzung wird von Zollbeamten aus dem Wasser gezogen, der alte 'Ntoni überlebt schwerverletzt, erholt sich jedoch langsam und die Malavoglia gehen wieder mit dem von Turi Zuppiddu erneut reparierten Schiff auf guten Sardellenfang. Die Frauen weben weiterhin Stoffe und verkaufen außerdem vor dem Haus Orangen, Nüsse, Eier und Oliven. So können sie gut leben und noch Geld für den Rückkauf des Hauses zurücklegen. Patron 'Ntoni findet seinen Spruch betätigt, dass „sich fünf Finger beim Rudern gegenseitig helfen müssen“.
Bald darauf wendet sich wieder die Schicksalskurve. Der junge 'Ntoni ist unzufrieden, nur für die Familie arbeiten zu müssen und kein Geld für sich zu haben, um z. B. wie andere junge Männer öfter ins Wirtshaus zu gehen (Kap. 11). Er hört von zwei Fremden, die das Geld mit vollen Händen ausgeben, vom sagenhaft schönen Leben mit vielen Vergnügungen in Triest oder Alexandria. Doch die Sorge seiner Mutter, einen weiteren Sohn zu verlieren, hält ihn vor einer Auswanderung zu ihrer Lebenszeit zurück. Dann erreicht eine aus Catania eingeschleppte Cholera-Epidemie das Fischerdorf und Maruzza erkrankt und stirbt kurz darauf. Als Folge der Epidemie lassen sich die Sardellen schwer verkaufen und die Familie verbraucht einen großen Teil des für den Rückkauf des Hauses am Mispelbaum gesparten Geldes. Jetzt entschließt sich 'Ntoni, das Dorf zu verlassen, sein Glück in der Fremde zu suchen und verspricht, der Familie Geld zu schicken.
Maruzzas Tod und 'Ntonis Abreise haben Folgen für die Arbeitsteilung in der Familie (Kap, 12): Mena übernimmt die Mutterrolle im Haus und hat nur noch wenig Zeit zum Weben. Der alte Patron und der junge Alessi können zu zweit nicht mit der Provvidenza auf Fischfang gehen und müssen einen Ruderer im Taglohn bezahlen, was sich jedoch bei den geringen Fangerträgen nicht lohnt. So verkaufen sie über den Makler Piedipapera das Schiff an Cipola und arbeiten bei ihm im Tagelohn als Fischer. So können sie sich ernähren und durch Fleiß und Sparsamkeit sogar etwas Geld für den Rückkauf des Hauses sparen.

#### 'Ntonis Zuchthausstrafe
Einige Zeit später kehrt 'Ntoni arm und enttäuscht in die Heimat zurück (Kap. 12). Er ist frustriert und sieht keinen Sinn in der Lebensauffassung des Patrons, nach jeder Niederlage wieder neu anzufangen, da sie, wie sein Großvater immer sagt, als Herren, nämlich als selbständige Fischer, geboren seien. Lustlos arbeitet er als Tagelöhner und räsoniert am Strand und im Wirtshaus mit dem Müßiggänger Rocco Spatu und dem Friseur Pizzuto über die Ungerechtigkeit der Welt: „[M]an musste der Welt, so wie sie jetzt war, einen Fußtritt geben und sie ganz neu machen“. Der Apotheker greift ihren Ärger auf, z. B. über den gut bezahlten Beamten Michele, der sich mit Barbara und den anderen „verlustier[e]“, und über all die Mädchen, die nur einen reichen oder fleißigen Mann suchen, und versucht, sie mit seinen Parolen aufzuhetzen: „So ist das ganze System. Faulenzer werden fürs Nichtstun bezahlt, und dafür sind sie hinter unseren Frauen her […] Und dann im Rathaus, da gibt’s noch ganz andere Schweinereien, weiß Gott! […] Ganz genauso wie die anderen Gauner im Parlament, die untereinander andauernd schwatzen, aber man erfährt nichts von dem, worüber sie reden […] Alles nur Luftblasen für das Volk, das diese Gauner und Kuppler und Büttel wie Don Michele bezahlt“.
In dieser Stimmung betrinkt sich 'Ntoni oft mit seinen Wirtshausfreunden und arbeitet nur noch unregelmäßig. Er wendet sich zunehmend von der Familie ab und wird als junger gut aussehender Mann von der Wirtin Santuzza ausgehalten (Kap. 13). Sie tauscht ihn für kurze Zeit gegen ihren bisherigen Favoriten Michele aus, der als Polizist bei den Lieferungen von Filippos unversteuertem Wein ein Auge zudrückte. Als jedoch die wirtschaftlichen Folgen sichtbar werden, weil die Gäste an Filippos Wein gewöhnt sind und von dem neuen weniger trinken, versöhnt sich wieder mit Michele und Filippo. 'Ntoni reagiert darauf wütend und prügelt sich mit Michele (Kap. 14). Da er jetzt seine Unterkunft und Versorgung verloren hat, lässt sich er von seinen Wirthausfreunden Rocco Spatu, Mariano Cinghialenta und Vanni Pizzuto dazu überreden, sich dem Schmugglerring anzuschließen. Ihre Arbeit besteht darin, nachts die von Booten an die Küste gebrachten Waren (Wein, Seidentücher usw.) zu einem Lager im Haus des Friseurs Pizzuto zu transportieren, von wo aus sie weiterverkauft werden. Eine ganze Reihe von Personen profitiert von diesem illegalen Handel und der Bestechung der Beamten. Der Agent Piedipapera gibt die Nachricht von der Ankunft der Boote weiter und kassiert dafür Vermittlungsgebühr. Der Polizist Michele nutzt seine Kenntnis von den Razzien der Zollbeamten an den Klippen für eigene Interessen aus. Z. B. teilt er den Malavoglia-Schwestern Warnungen an ihren Bruder mit, obwohl er mit diesem wegen der Santuzza Streit hat. Er hofft, damit Lia oder Mena als Geliebte zu gewinnen. Doch 'Ntoni hört nicht auf die Schwestern und die letzte Warnung erreicht ihn nicht. So kommt es an der Klippe zu einer Konfrontation der beiden Rivalen (Kap. 14). Die Zollbeamten erwischen die Schmuggler und ihre Ware, 'Ntonio sticht den Polizisten nieder, wird verhaftet und in die Kaserne gebracht. Seine Kumpane Rocco und Cinghialenta können im Dunkeln entkommen.
Für die Malavoglias ist die Verhaftung ein noch schwerer Schlag als die früheren, weil die Familie in den Geruch der Kriminalität gerät und von der Bevölkerung gemieden wird. Patron 'Ntoni will ihren Ruf retten, indem er das für den Rückkauf des Hauses gesparte Geld für den Prozess ausgibt. Der Rechtsanwalt Dr. Scipioni verspricht eine befürchtete Zuchthausstrafe zu verhindern. Seine Strategie besteht darin, den Messerstich als private Auseinandersetzung in der Rivalität um die Wirtin Santuzza zu erklären, außerdem habe der betrunkene Bruder seine Schwester Lia vor den Nachstellungen des Polizisten schützen wollen. 'Ntoni sei in der Nacht zufällig am Strand gewesen und für seine Beteiligung am Schmuggel gebe es keine Beweise. Die Dorfbevölkerung verfolgt mit großem Interesse den Prozess in der Stadt und erlebt, dass das Gericht nicht den Argumenten des Anwalts folgt, sondern 'Ntoni wegen Schmuggel und Messerstecherei zu fünf Jahren Zuchthaus verurteilt. Sein Großvater bricht nach Verkündigung des Urteils zusammen und muss nach Hause getragen werden. Er siecht dahin, wird bettlägerig und wünscht, da er seine Familie nicht länger belasten möchte, im städtischen Spital untergebracht zu werden. Dort stirbt er, kurz bevor ihn seine Enkelkinder ins zurückgekaufte Haus mit dem Mispelbaum holen können. Lia verlässt das Dorf und lebt, den Gerüchten nach, mit Michele zusammen in der Stadt. Nach seiner Rückkehr vertraut Alfio Nunziata an, er habe Lia vor einem Bordell gesehen.

#### Neuanfang
Alfio ist in Bicocca zum Maultier-Fuhrmann aufgestiegen, kehrt nach Trezza zurück und möchte die inzwischen 26-jährige Mena heiraten (Kap. 15). Aber die in ihrem Wesen veränderte Frau fühlt sich durch die Schicksalsschläge, den gesellschaftlichen Abstieg ihrer Familie und die Entehrung durch 'Ntoni und Lia zu belastet, um zu heiraten. Ihre einzige Hoffnung liegt in der Verbindung ihres Bruders Alessi mit ihrer Freundin Nunziata. Alessi gelingt der Neuanfang als Fischer mit einem eigenen Boot. Die geschrumpfte Malavoglia-Familie kauft das Haus mit dem Mispelbaum mit den Stallungen für neu erworbenes Vieh und dem Gemüsegarten zurück. Mena unterstützt ihre Schwägerin im Haushalt und bei der Betreuung ihrer Kinder.

#### 'Ntonis Abschied

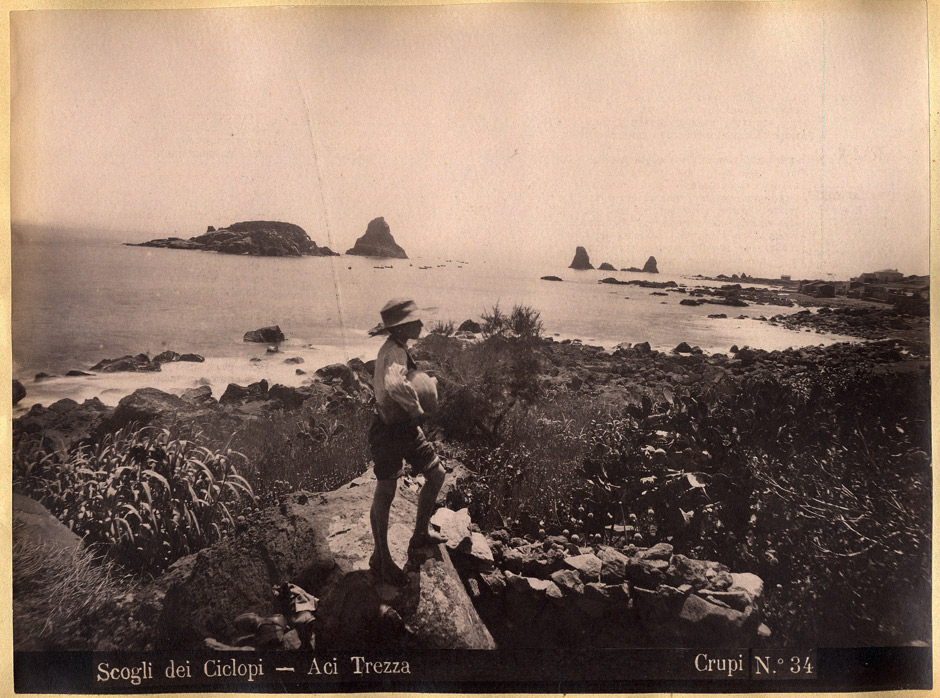
Küste von Aci Trezza Ende des 19. Jhs.

Eines Abends besucht 'Ntoni, der seine Strafe verbüßt hat, die Geschwister. Sie würden ihn bei sich aufnehmen, doch er weiß, dass er wegen seiner Vergangenheit nicht mehr im Dorf leben kann und sein Brot irgendwo verdienen muss, wo man ihn nicht kennt. Er verlässt das Haus am Mispelbaum und läuft durch das nächtliche Dorf, „wo alle Türen verschlossen“ sind und wo er „mitten im Dorf ganz allein“ ist:
„Nur das Meer weiter unten rauschte und erzählte die alte Geschichte, zwischen den Fariglioni, denn auch das Meer hat keine Heimat und gehört allen, die es hören, überall, wo die Sonne aufgeht und untergeht. Ja, in Aci Trezza rauscht es auf ganz eigene Art, und man erkennt es sofort am gurgelnden Geräusch zwischen den Felsen, an denen sich die Wellen brechen, und es klingt wie die Stimme eines Freundes. […] Er wandte sich wieder dem Meer zu, das nun amarantfarben war, übersät von Booten, die ebenfalls ihr Tagwerk begonnen hatten, nahm seinen Beutel und sagte: ‚Jetzt ist es Zeit zu gehen, denn bald werden Leute vorbeikommen.‘“

## Form

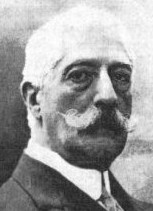
Giovanni Verga

### Verismo
Verga gilt als Hauptvertreter des Verismo, des italienischen Realismus. „Im Panorama der italienischen Literatur, die bis dahin das Publikum mit sentimentalen Liebesgeschichten unterhalten hatte, taucht mit einem Mal Verga auf, der einen neuen Ton anschlägt und erzählt, was Wirklichkeit ist […] der das Elend vorführt […] und dies nicht, um die Wirklichkeit anzuprangern und den Leser zu deprimieren, sondern um im Gegenteil eine Bewusstheit zu schaffen und eine Veränderung in Gang zu setzen.“
In seinem Brief an Salvatore Farina kündigt der Autor „keine Geschichte, sondern den Umriss einer Geschichte, ein menschliches Dokument“ an, das sich an „alle, die im großen Buch des Herzens studieren“, richtet. So umgibt der Autor die im Wesentlichen chronologisch entwickelten Haupt-Handlungen immer wieder mit der polyphonen „choralen Rede“ der Figuren: „Klatsch- und Tratsch-Gespräche“ über die tatsächlichen und vermuteten Beziehungen, verbale Auseinandersetzungen und Eifersüchteleien sowie die Kommentierung des Geschehens, oft in Verbindung mit realistisch gemalten turbulenten Dorfszenen. Auch nach Meinung des Literaturkritikers Leone Piccioni ist die Sprache am Anfang ein breiter Chor, an dem jeder teilnimmt.

### „Chorale Rede“
Das Alltagsleben und die Kommunikation der Menschen spielt sich zwischen den Häusern auf den Straßen und im Wirtshaus ab. Hier unterhalten und streiten sich die Frauen und Männer über ihre Geschäfte, Preisentwicklungen, die Familieninteressen, die Heiratsstrategien und kommentieren das Alltagsgeschehen. Die Frauen beobachten die Paarungen und tauschen Vermutungen und Gerüchte aus. Die Kommentierungen des Geschehens im Dorf durch einen Chor der Bewohner begleitet die Malavoglia-Haupthandlung während des ganzen Romans. V. a. Venera, die Frau des Kalfaterers Turi Zuppiddu, stützt als „Klatschbase“ des Dorfes immer wieder die „Gerüchteküche“.

### Technik der Distanzierung
Wie auf einer Theaterbühne lässt der Autor die Figuren ohne Erzählerkommentar sich selbst präsentieren und sich gegenseitig interpretieren und bewerten. „Es gibt keinen Kommentar, keine Analyse, weder von Seiten des Autors, noch durch den Erzähler, der in den Malavoglia einen mimetischen, chamäleonhaften Charakter annimmt, jederzeit bereit, den Standpunkt der jeweiligen Person einzunehmen. Darin besteht das Revolutionäre Vergas, in der Technik des ‚staniamento‘, der ‚Entfremdung‘, einer Distanzierung von sich selbst, dem eigenen Denken, dem eigenen Wertesystem.“
Dass Distanzierung kein Gegensatz zu einer humanitären Mission ist, betont der Autor im Vorwort zu seinem Roman Mastro-Don Gesualdo „Ich habe keine Polemik, sondern ein Kunstwerk schaffen wollen. Wenn das Theater und die Prosa, indem sie das Leben so beschreiben, wie es ist, eine humanitäre Mission erfüllen, habe ich meinen Teil zugunsten der Elenden und Enterbten beigesteuert, ohne den Hass zu predigen, und ohne das Vaterland im Namen der Humanität zu verleugnen.“  Benedetto Croce schließt sich dem in seiner Interpretation an: Kunst sei immer persönlich und Verga bringe auch seine eigene Persönlichkeit, die 'aus Güte und Melancholie besteh[e]'", in den Roman ein.

## Analysen

### Historischer Hintergrund
Die Romanhandlung spielt in der Zeit der italienischen Unabhängigkeitskriege. Sie beginnt 1863, kurz nach der Bildung des Königreichs Italien. Jedoch wird das Alltagsleben der Menschen in Aci Trezza nur in Einzelfällen davon berührt: Junge Männer werden zum Militärdienst eingezogen. Als Mena 18 Jahre alt ist, stirbt ihr Bruder Lucas bei der Seeschlacht bei Vis in der nördlichen Adria am 20. Juli 1866 zwischen Italien und Österreich während des Dritten italienischen Unabhängigkeitskriegs.

### Gesellschaftsstruktur
Trezza in der Provinz Catania ist ein typisches sizilianisches Dorf zur Zeit der zweiten Hälfte des 19. Jhs. mit einer gemischten Bevölkerung aus Landbesitzern, Weinbauern, Kauf- und Geschäftsleuten, Handwerkern, Beamten, den Fischern, den Tagelöhnern (Straßenbau, Weinlese, Wäscherin) und den im Schmugglerring involvierten „Müßiggängern“ im Wirtshaus der Mariangela, genannt Santuzza. Langwierig sind die Rituale bei Verhandlungen über Käufe und Verkäufe, in die hilfsbereite Vermittler einbezogen werden. Der geizige Crozifisso ist ein Meister in der Inszenierung, sich zu einem für ihn angeblich unvorteilhaften Geschäft überreden zu lassen.  Der Apotheker Don Franco verfolgt das politische Geschehen im Italien durch seine Zeitungslektüre. Er gilt als Revolutionär und in seinem Laden wird oft über Politik diskutiert. Wenn sich die Menschen über neue Steuern ärgern und die Betroffenen sich auf der Straße treffen und auf den Bürgermeister und den Gemeinderat schimpfen, versucht Franco sie mit seiner Ideologie aufzustacheln, aber die Unzufriedenen beruhigen sich wieder und betrinken und prügeln sich in Santuzzas Wirtshaus (Kap. 7).

### Beziehungskonflikte
Die teils emotionalen Unterhaltungen der Menschen sind oft mit den personellen Beziehungen und ihren Sympathien und Aversionen verbunden. Zu Spannungen kommt es immer wieder zwischen den Jungen, die ihre Partner selbst wählen möchten, und ihren Eltern, die traditionell die Ehen ihrer Kinder nach Vermögens- und Versorgungsaspekten arrangieren wollen. Dabei führen Strategien und auch Intrigen zu Streitigkeiten zwischen den Dorfbewohnern, zumal es seit der Einführung des Militärdienstes im Dorf an jungen Männern mangelt.
- Z. B. will der reiche Crocifisso seiner Nichte Vespa ihr Grundstück günstig abkaufen und lockt sie mit Anspielungen auf eine Heirat mit ihr. Nachdem sie vergeblich auf seinen Antrag gewartet hat, beobachtet sie eifersüchtig die Heiratsfähigen und interessiert sich für den Fuhrmann Alfio Mosca. Damit dieser nicht Vespas Grundstück bekommt, entschließt sich Crocifisso schließlich für die Heirat. Allerdings streitet er sich ständig mit seiner jungen Frau, die das Regiment im Haus übernimmt und sein Geld verschwendet. (Kap. 13).
- Alfio würde gerne Mena Malavoglia heiraten und findet bei ihr Gegenliebe, aber sie ist vom Großvater, in Absprache mit dem wohlhabenden Cipolla, bereits für dessen Sohn Brasi vorgesehen und Alfio verlässt das Dorf und sucht sich Arbeit bei Catania (Kap. 8).
- Nach dem gescheiterten Heiratsprojekt mit Mena interessieren sich die vermögenden Brasi und die Crocifisso-Nichte Vespa füreinander.  Nach deren Heirat mit ihrem Onkel flieht Brasi aus der Vormundschaft seines Vaters in eine Affäre mit der armen, wegen ihrer Attraktivität von vielen Männern begehrten Mangiacarubbe und heiratet sie.
- Ein anderes umworbenes Mädchen ist Barbara Zuppiddu, die Tochter des Kalfaterers. Sowohl der Gemeindesekretär Don Silvestro, dem die Priester-Schwester Rosolina ihre Mitgift anvertraut und die dieser bei einer Bank, die bankrottging, angelegt hatte, als auch der Polizisten Michele und der Friseur Vanni Pizzuto machen sich Hoffnungen auf sie. Ihre Mutter zieht ihnen jedoch 'Ntoni Malavoglia vor. Nach dem finanziellen Abstieg seiner Familie wollen die Zuppiddi ihn nicht mehr als Schwiegersohn. Damit ihre Tochter, nachdem die Zahl der Bewerber zurückgegangen ist, nicht dem Sekretär Silvestro zufällt, wie dieser im Dorf verkündet hat, nimmt sie die Werbung das alten reichen Cipolla an, was für sie einen Aufstieg und für diesen eine Rache an seinem Sohn Brasi und seiner Schwiegertochter Mangiacarubbe bedeutet, denen er sein Erbe nicht gönnt.
- 'Ntoni verkehrt nach dieser Absage oft im Wirtshaus der Santuzza und wird von ihr ausgehalten, zuvor war ihr Favorit der Zollpolizist Michele, der vermutlich bei ihren Weinlieferungen Massaro Filippos nicht auf die Versteuerung achtete. Auch wird der Wirtin ein Verhältnis mit Filippo nachgesagt und der Müßiggänger Rocco Spatu ist einer ihrer Stammgäste.

Im Prinzip spiegeln die von den Eltern ausgehandelten Ehen der Kinder die soziale Struktur des Dorfes. Bei den Reichen und Wohlhabenden sind neben dem Aussehen der Mädchen Besitz und Aussteuer ausschlaggebend, bei den Armen außer der Attraktivität (Mangiacarubbe, 'Ntoni, Alfio) die Arbeitskraft und der Versorgungsaspekt.

## Entstehungsgeschichte
Bereits 1879 stellte Verga die Dorfbevölkerung Aci Trezzas in seiner Novelle Fantasticheria (Träumerei) vor: In einem Dialog versucht der sizilianische Erzähler einer französischen Freundin die Charakteristika des Lebens und die für das Überleben des Einzelnen wichtige Einbeziehung in die Dorfgesellschaft zu erklären. Die Thematik der Armut, einzelne Personen '('Ntoni) und Motive (Mispelhaus, Tod der Fischer) übernimmt der Autor in seinem Roman Malavoglia und gestaltet sie aus.
Im Jahre 1881 erschien die Sturm-Episode aus I Malavoglia in der Januarausgabe der Nuova Antologia unter dem Titel Poveri pescatori (Arme Fischer) und im selben Jahr erschien der ganze Roman bei Fratelli Trier, Mailand. Verga ließ sich durch die überwiegend negative Kritik nicht entmutigen und setzte den 1778 konzipierten fünfteiligen Zyklus I vinti (Die  Besiegten) über das Heldentum kleiner Leute mit dem zweiten Roman Mastro Don Gesualdo fort. Dieser erschien in einzelnen Folgen vom 1. Juli bis zum 16. Dezember 1888 in der Nuova Antologia und dann Ende des Jahres 1889 in Buchform bei Treves. Im Unterschied zu I Malavoglia wurde Gesualdo sowohl vom Publikum als auch von der Kritik gut aufgenommen. Ermutigt durch den Erfolg verfolgte Verga sein Projekt weiter: La duchessa di Leyra (Die Herzogin von Leyra), L’onorevole Scipione (Die ehrenwerten Scipioni) und L’uomo di lusso (Der Mann des Luxus), aber er kam nicht dazu. Vom Gesualdo-Folgeroman La duchessa di Leyra existiert lediglich ein erstes Kapitel.

### Deutsche Übersetzungen
- Charlotte Sauer: Sizilianische Fischer. Die Familie Malavoglia. Wilhelm Heyme Verlag, Dresden, 1940.
- René König: Die Malavoglia. Eine Geschichte von sizilianischen Fischern. Büchergilde Gutenberg, Zürich, 1945, Wiesbaden und Frankfurt am Main 1959, Fischer Bücherei 1960.
- Ruth Macchi: Die Malavoglias. Eine sizilianische Dorfgeschichte. Aufbau Verlag, Berlin, 1953.
- Anna Leube: Die Malavoglia. Wagenbach, Berlin, 2022.

## Rezeption
Vergas Malavoglia-Roman war nach der Publikation 1881 ein Misserfolg bei Kritik und Publikum, wie der Autor selbst seinem Freund Luigi Capuana in einem Brief vom 11. April aus Mailand bekannte: „Malavoglia ist gescheitert, ein vollständiges Fiasko. Außer Boito und Gualdo, die gute Dinge gesagt haben, haben mir viele, Treves der erste, Schlechtes darüber erzählt.“
Roberto Saviano erklärt diese zeitgenössische Reaktion in seinem Nachwort „Für seine gnadenlose Analyse der Welt der Untergegangenen war kein Raum in der Welt am Ende des 19. Jahrhunderts, in den schillernden Jahren der Belle Époque der Zeit der großen kollektiven Trunkenheit: Elektrifizierung, wissenschaftliche Entdeckungen, Banken, Unternehmen, Cafés chantants, Film, Musik, Theater. In jenen Jahren, als die Menschheit sich unaufhaltsam in Richtung Fortschritt bewegte, gehörte Mut dazu, sich beharrlich mit den armen Bauern und Fischern Siziliens zu beschäftigen.“

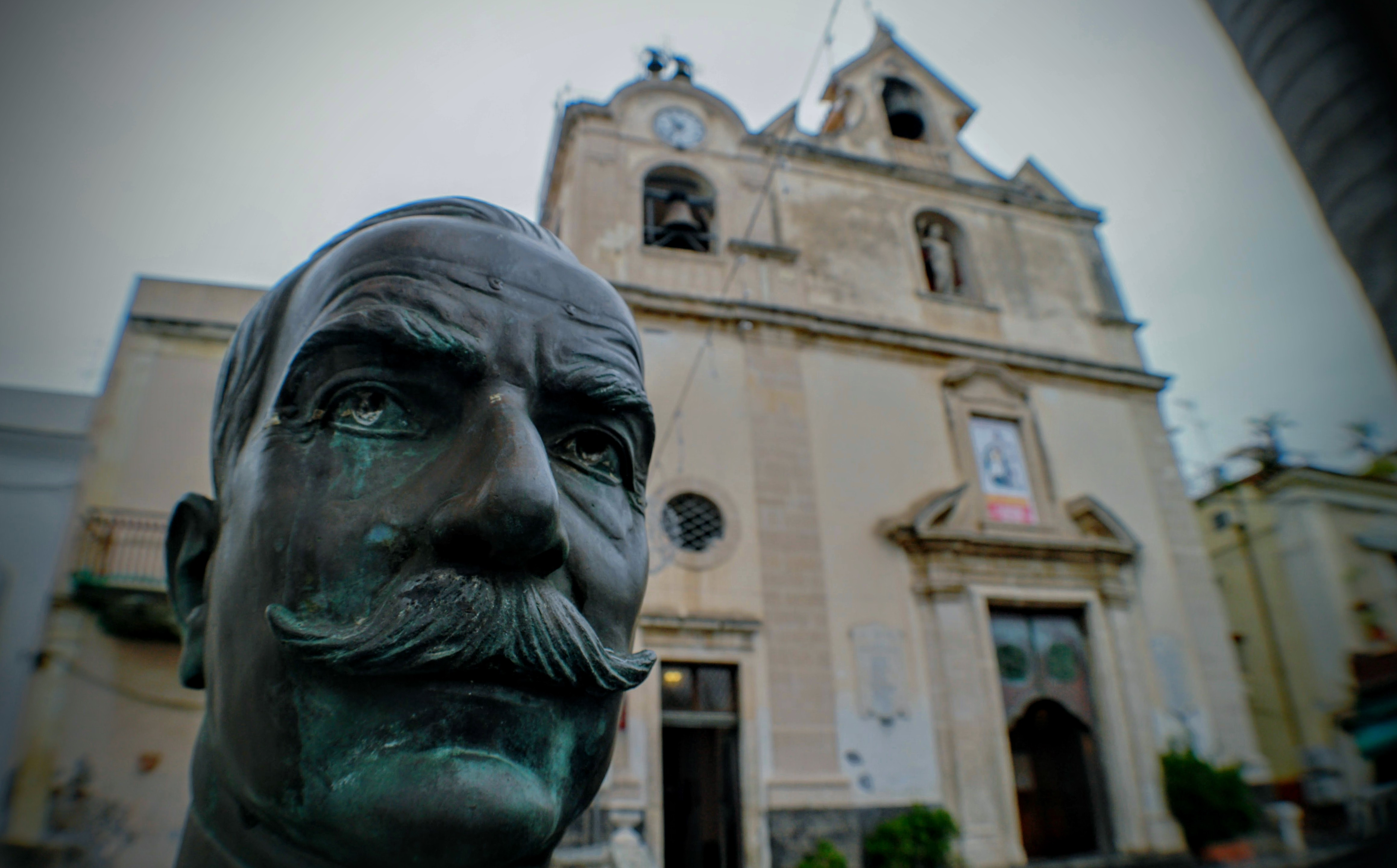
Verga-Büste vor der Kirche San Giovanni Battista in Aci Trezza

Heute gelten Die Malavoglia und Mastro Don Gesualdo als zwei der bemerkenswertesten Romane der italienischen Literatur und zählen zu den am weitesten verbreiteten und am meisten beachteten Lektüren im Kanon italienischer Schulen.
Literaturkritiker stellten sich immer wieder die Frage, warum der Autor „dieses tief pessimistische Kolossalgemälde“ entworfen hat und die Protagonisten „ihr Leid in der Haltung eines Ödipus oder einer Antigone“ ertragen lässt. Über das Motiv Vergas und damit über seine Kernaussage sind sie unterschiedlicher Meinung.
Die meisten Rezensenten verweisen darauf, dass Verga selbst keine Antwort auf die Fragen nach der Ursache und einer Lösung der Probleme gibt. Das Unglück der „Heimgesuchten und Geschlagenen“ sei „unabwendbar, […] weil sie sich gar nicht dagegen auflehnen wollen.“ Damit würden sie „in einer geheimnisvollen Metamorphose hoch hinausgehoben über ihr kleines irdisches Dasein. […] Ohne es direkt auszusprechen, läßt Verga hier eine religiöse, die christliche Erfahrung, sichtbar werden.“ Einige Kritiker, z. B. Boehme, relativieren die Aussagen über Vergas fundamentalen Pessimismus: Verga stelle am Ende den Malavoglias „ein klein wenig Hoffnung“ in Aussicht.
In Antonio Piromallis Geschichte der italienischen Literatur wird Vergas „Pessimismus […] als Negation seiner Zeit eine historische Bedeutung“ zugesprochen. Er sei „(über die politischen Überzeugungen des Autors hinaus) objektiv positiv, indem er gegen bürgerlich-triumphalistische Mystifikationen die Werte des Lebens der Armen entdeckt und sie mit der Wahrheit in Einklang bringt, mit der Realität, ohne ihnen eine Hoffnung auf Erlösung zuzuschreiben. In dieser Ablehnung der Illusion von Fortschritt und Sozialismus scheint es, als ob für Verga die Dinge ihre Verdammnis in sich tragen und dass die Figuren in ihrer Niederlage eingemauert sind. Aber Verga ist in Wirklichkeit der Dichter der tragischen Größe besiegter Menschen.“
Saviano dagegen sieht, nicht unwidersprochen, die Ursünde der Malavoglias, bzw. ihres Patrons, im Lupinen-Geschäft, das er als Hinwendung zum Kapitalismus, der als „Geist der Zeit“ bis nach Aci Trezza gekommen ist, interpretiert: „Als die günstige Gelegenheit, das gute Geschäft, die verlockende Investition winkt, wird die Familie vom Sturm mitgerissen. […] Wenn Vergas Erkundung von der Familie ausgeht, dann […] weil der Kapitalismus für ihn seinen mächtigsten Bundesgenossen in der Familie als seiner Triebfeder hat.“

## Filme
- Unter dem Titel Die Erde bebt – Originaltitel: La terra trema – verfilmte Luchino Visconti 1948 Vergas Romans (165 Minuten). Der Regisseur verlegte die Handlung in die Nachkriegszeit und arbeitete ausschließlich mit Laiendarstellern aus Aci Trezza und Umgebung, deren Dialoge in sizilianischer Sprache von einem Erzähler auf Italienisch kommentiert werden. Viscontis Werk zählt zu den wichtigsten Filmen des italienischen Neorealismus.

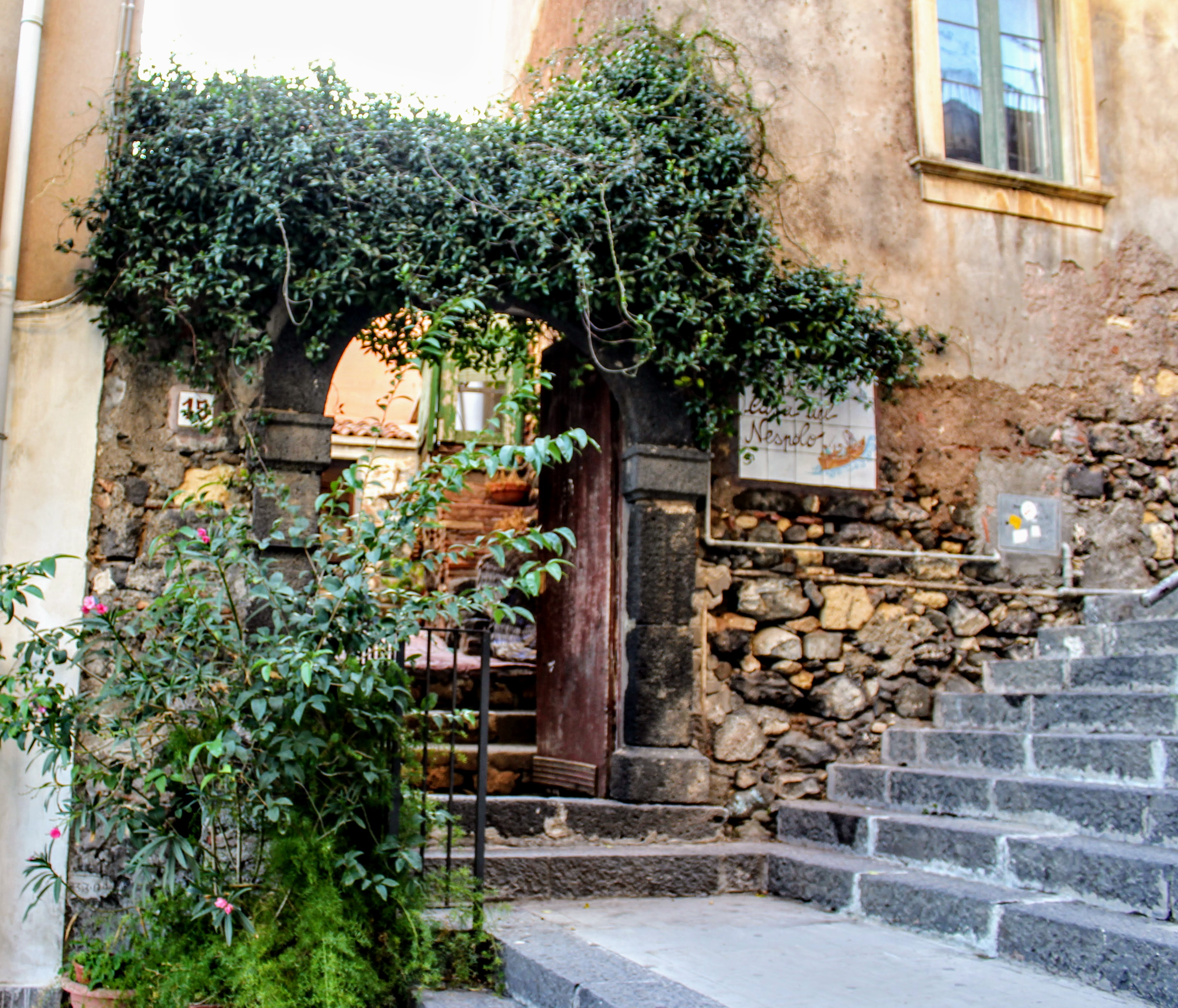
Das Mispelhaus in Aci Trezza ist von Vergas Haus der Familie Toscano inspiriert

- Malavoglia ist ein italienischer Film (90 Min.) aus dem Jahr 2010 unter der Regie von Pasquale Scimeca. Die lose auf Vergas Roman basierende Handlung verlegt der Regisseur in seine Gegenwart.

## Schauplätze in Aci Trezza
In Aci Trezza erinnern ein Museum und zwei Denkmäler an den Roman und seine Verfilmung:
- In der Nähe der Kirche San Giovanni Battista wurde ein kleines Zweizimmerhaus aus dem neunzehnten Jahrhundert mit einem Mispelbaum im Innenhof als Museum eingerichtet.
- Literarische Touren führen zu den Schauplätzen des Romans und des Films: die Faraglioni (Felstürme), Kirche San Giovanni Battista und Edicola della Madonna della Provvidenza, zwei Brunnen: Lo Sgricciu auf der Piazza Stefano Riggio und ein Lavasteinbrunnen in der Gegend von Fontana[23] sowie die Überreste der alten öffentlichen Waschhäuser, in deren Nähe die Provvidenca vertäut war.
- Eine Szene aus dem Roman, auf die Rückkehr der Fischer wartende Frauen, ist in einem Hochrelief an der Fassade eines historischen Gebäudes an der Piazza Giovanni Verga dargestellt.  Das Werk des Künstlers Mimì Maria Lazzaro wurde 1939 eingeweiht.